# Albert Lemaître
Pour les articles homonymes, voir Albert Lemaître (homonymie) et Lemaître.
Albert Lemaître est un footballeur français né le 4 août 1948 à Senlis (Oise).
Il a évolué comme avant-centre principalement au FC Rouen. C'était un joueur ayant un grand sens du jeu, une science du placement, accrocheur, excellent dans le jeu aérien.

## Biographie
Albert Lemaître a longtemps tenu un café sur la Place de la Pucelle à Rouen.
Il aurait pu faire une longue carrière internationale, celui que l'on appelait le Diable Rouge d'origine ukrainienne, s'il n'avait pas eu une phobie intense des avions.

## Carrière de joueur
- 1959-1967 :  CS Avilly Saint Léonard
- 1967-1969 :  Stade de Reims
- 1969-1972 :  US Quevilly
- 1972-1977 :  FC Rouen
- 1977-1980 :  AS Beauvais
- 1980-1983 :  FC Neufchâtel (entraîneur-joueur)[1]

## Palmarès
- 1er du Championnat de France D3 Groupe ouest en 1972 avec l'US Quevilly

## Sélections
- 1971 : Sélection équipe de France amateur
- 1972 : Équipe de France militaire

## Sources
- Col., Football 76, Les Cahiers de l'Équipe, 1975, cf. page 61